# Micaelamys granti
Micaelamys granti  (Wroughton, 1908) è un roditore della famiglia dei Muridi diffuso in Sudafrica.

## Descrizione

### Dimensioni
Roditore di piccole dimensioni, con la lunghezza della testa e del corpo tra 93 e 125 mm, la lunghezza della coda tra 96 e 138 mm, la lunghezza del piede tra 22 e 26 mm e la lunghezza delle orecchie tra 16 e 20 mm.

### Aspetto
La pelliccia è lunga e soffice. Le parti superiori variano dal bruno-giallastro al marrone scuro con la base dei peli bruno-grigiastra mentre le parti inferiori sono grigie con la punta dei peli bianca. Il dorso delle zampe è bianco. La coda è lunga circa quanto la testa ed il corpo è interamente nera-brunastra o bruno-rossastra scura e ricoperta di setole nerastre che diventano più lunghe e dense verso l'estremità. Le femmine hanno tre paia di mammelle pettorali e due inguinali. il numero cromosomico è 2n=32.

## Biologia

### Comportamento
È una specie notturna e terricola che preferisce terreni rocciosi, spesso in coabitazione con Micaelamys namaquensis.

## Distribuzione e habitat
Questa specie è diffusa nelle province sudafricane del Capo settentrionale meridionale, Capo occidentale settentrionale e Capo orientale occidentale.
Vive nelle boscaglie, fynbos, karoo e nelle aree rocciose lungo i pendii montani.

## Conservazione
La IUCN Red List, considerato il vasto areale e la popolazione numerosa, classifica M.granti come specie a rischio minimo (Least Concern).